# 聖ヒエロニムスの最後の聖体拝領 (ボッティチェッリ)
『聖ヒエロニムスの最後の聖体拝領』（せいヒエロニムスのさいごのせいたいはいりょう、伊:Comunione di san Girolamo）は、1494年から1495年ごろに制作された、イタリアのルネサンス期の巨匠サンドロ・ボッティチェッリによる絵画である。現在、ニューヨークのメトロポリタン美術館に所蔵されている。
小さな本作は、聖エウセビウスによる三つの外典中の手紙のいずれかに触発されたものである。聖ヒエロニムスは死ぬ前に、聖エウセビウス自身から最後の聖体拝領を受けた。通常、聖ヒエロニムスは書斎の中に描かれ、この場面で描かれるのは非常にまれである。本作は制作された時期の、フィレンツェでのジロラモ・サヴォナローラの説教に関連している。一部の学者によって裕福な商人フランチェスコ・デル・プッリエーゼとして特定された作品の依頼者は、実際にはフェラーラ出身のサヴォナローラの追随者であったのだろう。
本作と同じ主題は、ボローニャのバロック画家アゴスティーノ・カラッチが現在、ボローニャ国立絵画館にある作品で、また同じくバロックの画家ドメニキーノがヴァチカン美術館の絵画館にある作品で描いている。